# Cnemaspis nigridia
Cnemaspis nigridia är en ödla som beskrevs 1925 av Malcolm Arthur Smith. Arten ingår i släktet Cnemaspis och familjen geckoödlor. Arten förekommer i västra Malaysia, Indonesien och Singapore, och inga underarter finns listade i Catalogue of Life.